# Station Åre
(Nya) Station Åre är järnvägsstationen i Åre, Jämtland. Den invigdes den 25 oktober 2006 och kostade 143 miljoner SEK att bygga. Stationen byggdes för att ha ett modernt och förbättrat/utökat resecentrum inför arrangemanget av Alpina VM 2007, men även för att Åres vision sedan millennieskiftet är att vara en världsattraktiv året-runt-turistdestination.
Stationen är byggd i fyra våningar om totalt 10 500 kvadratmeter yta och innefattar utöver resecentrumet Åre turistbyrå, bibliotek, några butiker (såsom ICA Supermarket, Intersport och Kicks), ett parkeringsgarage samt kommunal verksamhet. En inomhusövergång binder samman stationen med hotellet Holiday Club, som är grannbyggnad direkt söder om järnvägen.
Mittbanan och Åre gamla/föregående station invigdes den 21 juni 1882, som blev Åres startskott att utvecklas från en klassisk jämtländsk bondby till nuvarande internationella alpturistmetropol. Det gamla byggnadsminnesförklarade stationshuset var dagens upprustade cafébyggnad Bahnhof (tyska för "järnvägsstation"), som blev en inbyggd järnvägsrestaurang 1888.

## Tågtrafik
Åre ligger vid järnvägen mellan Östersund och Storlien (– Trondheim). Den trafikeras av lokaltrafik mellan Östersund och Storlien och av fjärrtåg från/till Stockholm, Göteborg och Malmö.

## Galleri

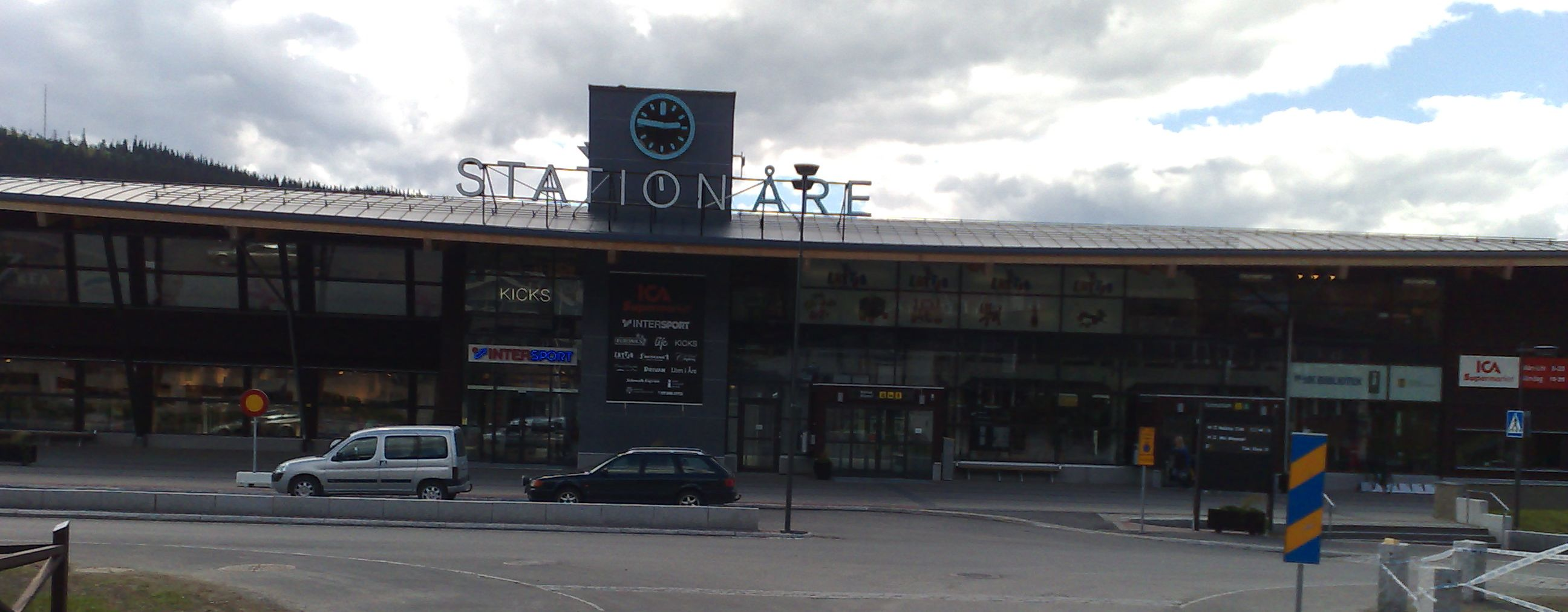
Norrsidan (juli 2007).
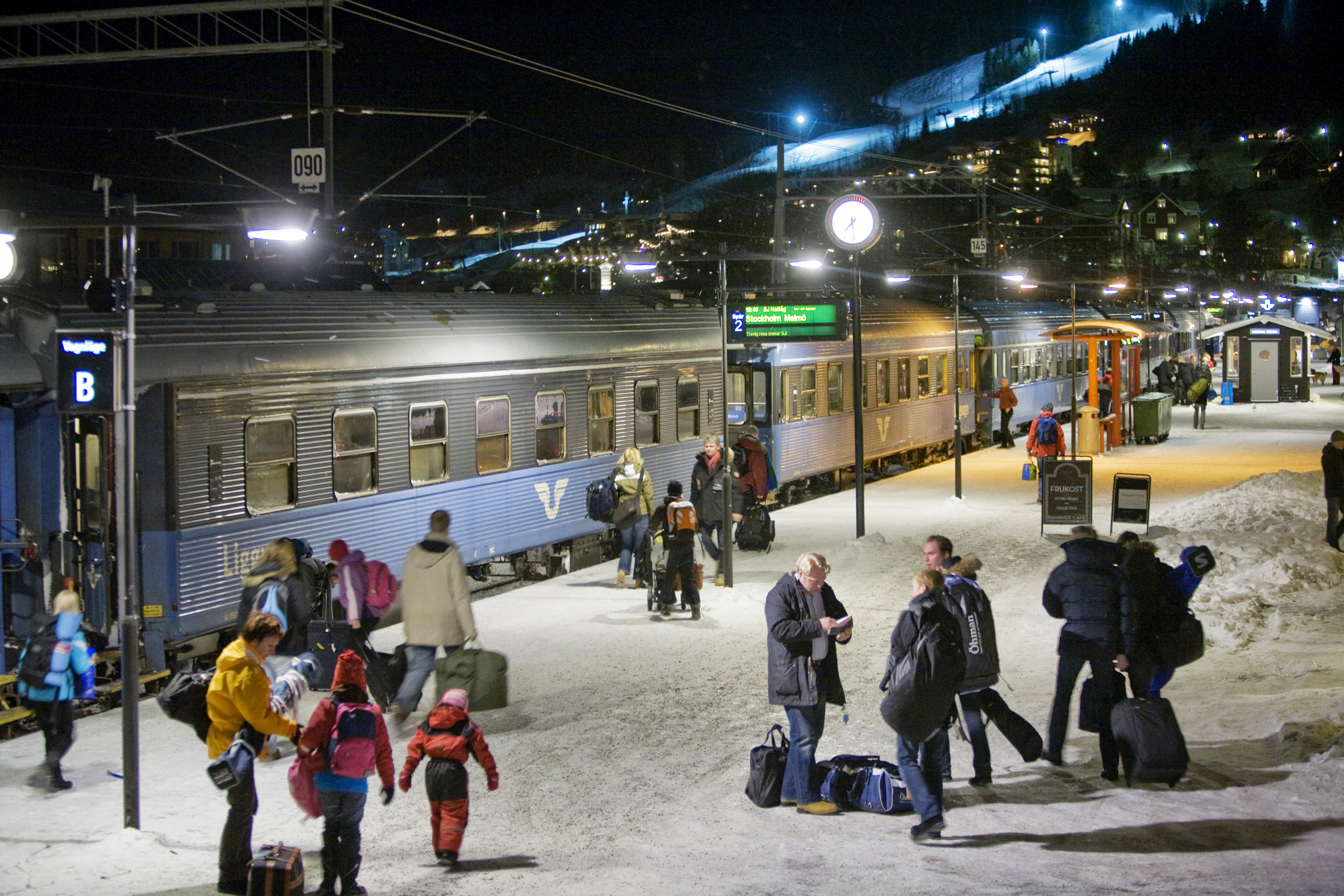
Nattåg (februari 2008).
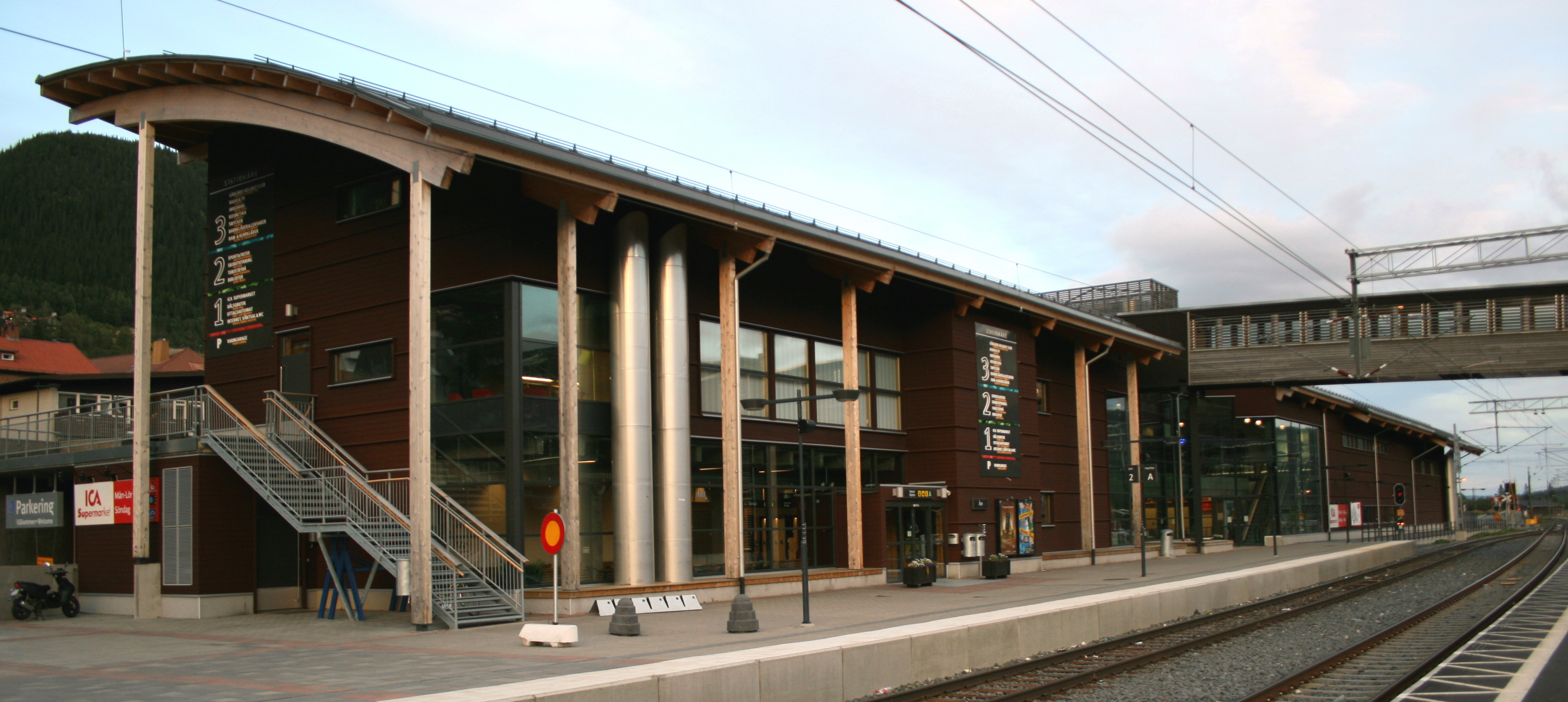
Perrongen, sydsidan (september 2008).